# Ahmadou Keita
Ahmadou Louis Karim Keita, (nacido el 2 de octubre de 1970 en Bamako, Mali) es un exjugador de baloncesto francés. Con 1.92 de estatura, su puesto natural en la cancha era el de base. 

## Trayectoria
- Sceaux (1989-1990)
- Cholet Basket (1990-1991)
- Sceaux (1991-1992)
- SLUC Nancy (1992-1996)
- CB Murcia (1996)
- Pallacanestro Cantú (1997)
- Élan Sportif Chalonnais (1997-1998)
- Strasbourg IG (1998-2000)
- CSP Limoges (2000-2002)
- Basket Rueil AC (2002-2003)
- Entente Orléanaise (2003)
- Angers Basket Club 49 (2003-2004)
- Golbey-Épinal (2004-2005)
- Olympique Antibes (2005-2006)
- Stade de Vanves (2006-2007)
- Caen Basket Calvados(2007-2009)